# Szlovénia népessége

## Nemzetiségi megoszlás
Szlovénia legnagyobb lélekszámú népcsoportja a szlovén (88% felett). A magyarok és az olaszok alkotnak számottevő kisebbséget az országon belül, mindkettő népcsoport évszázadok óta él a mai Szlovénia egyes területein. Szlovénia alkotmánya garantálja e két kisebbségnek a megfelelő részvételt a Nemzetgyűlésben. Több más kisebbség is él az ország területén, így bosnyákok, szerbek, horvátok, albánok, akik még részben a második világháború után vándoroltak be az országba, részben pedig Jugoszlávia szétesése után telepedtek le Szlovéniában.
Népcsoportok megoszlása: szlovén 83,06%, horvát 1,81%, szerb 1,98%, bosnyák 1,10%, olasz 0,11%, magyar 0,32%, cigány 0,17%, egyéb 11,45% (2002.)
Lásd még: Szlovéniai magyarok

## Vallási megoszlás
A vallásos szlovének döntő többsége római katolikus vallású, vallási kisebbségként megtalálhatók protestánsok, ortodox keresztények, muszlimok és zsidók is.
A lakosság megoszlása vallásosok, nem vallásosok szerint: római katolikusok 57,8%, protestánsok 0,9%, ortodox keresztények 2,3%, muszlimok 2,4%, ateisták, egyéb vallásúak 36,5% (2002).

## Jugoszlávia szétesése
1991-ben kb. 18000 szlovéniai lakos, akik az egykori Jugoszlávia állampolgárai voltak, döntöttek úgy, hogy nem kérnek szlovén állampolgárságot. De a szlovén kormány mégis megváltoztatta az állampolgárságukat, anélkül, hogy értesítette volna őket erről a lépésről. Ezeket az embereket később "töröltek"nek nevezték. A szlovén alkotmánybíróság számos határozatában kimondta, hogy ezen emberek állampolgárságuk megváltoztatása törvénytelen, jogszabályellenes volt, mégis még napjainkban is 4000 főre tehető azok száma, akik nem rendelkeznek legális állampolgársági státusszal.

## Lakosság kor-összetétele
- Teljes lakosság: 2 003 584 (2005. szeptember)

Korcsoportok:
- 0-14 évesek: 14% (férfi: 145,016/nő: 137,012)
- 15-64 évesek: 70,6% (férfi: 715,629/nő: 704,079)
- 65 éves és felette: 15,4% (férfi: 118,298/nő: 191,036)

## Lakosságszám növekedés
- Populáció növekedési aránya: 0,12% (2000.)
- Születési aránya: 9,35 fő születés/1,000 fő (2000.)
- Halálozási arány: 9,9 fő halál/1,000 fő (2000.)
- Vándorlási arány: 1,75 bevándorló/1,000 fő (2000.)

## Nemek megoszlása
- születésnél: 1,06 férfi/nő
- 15 év alatt: 1,05 férfi/nő
- 15-64 évesek: 1,03 férfi/nő
- 65 év és felette: 0,57 férfi/nő
- teljes lakosság: 0,95 férfi/nő (2000.)

## Csecsemőhalandóság, születéskor várható életkor
- csecsemőhalandósági arány: 4,56 halál/1,000 élveszületés (2000.)
- Születéskor várható életkor:
  - teljes lakosság: 74,86 év
  - férfiak: 70,97 év
  - nők: 78,97 év (2000.)

## Termékenységi arányszám
- Teljes termékenységi mutató: 1,28 gyermek szülés/nő (2000.)